# Вартоломей Кесидис
Вартоломей (на гръцки: Bαρθολομαῖος) е гръцки духовник, арианзки епископ на Вселенската патриаршия от 2004 година.

## Биография
Роден е като Йоанис Кесидис (Ἰωάννης Kεσίδης) в западномакедонския град Костур в 1968 година. Завършна начално училище и гимназия в Костур, а след това Химическия факултет на Бонския университет и Богословския факултет на Солунския университет.
На 4 март 1995 година митрополит Августин Германски го ръкополага за дякон, а на 8 септември 1996 година — в сан йерей с въведение в архимандиртско достойнство и е назтначен за настоятел на „Свети Илия“ във Франкфурт на Майн. Същевременно е председател на издателската комисия на Германската митрополия и редактор на списание „Ортодоксе Гегенварт“.
На 10 юни 2004 година е ръкоположен в сан епископ Арианзки (Ἀριανζοῦ), викарий на Германската митрополия.